# Monuments culturels protégés en Serbie
Les monuments culturels protégés constituent une catégorie de monuments de Serbie inscrits sur une liste de monuments bénéficiant de la protection de l'État. Il s'agit d'une troisième catégorie de monuments protégés classés, par leur importance, après les monuments culturels d'importance exceptionnelle et les monuments culturels de grande importance.
La liste complète des monuments est proposée sur trois pages :
- Page 1
- Page 2
- Page 3